# 유령멍게
유령멍게(학명: Ciona intestinalis)는 척삭동물문 해초강 편새해초목에 속하는 해양동물로, 학명의 뜻은 동물의 내장이 곧추선 형태를 닮았다는 뜻이다. 전 세계의 바다에 두루 서식하며, 해저 돌바닥 틈새에 붙어 자란다. 2005년부터 2010년까지 진행된 연구에 따르면 같은 속에 비슷한 생태학적 특징을 가지는 종이 적어도 2-4가지는 존재한다. 한편, 한국에서는 해양생태계교란생물로 지정이 되어있는 유일한 종이기도 하다.

## 특징
최대 20cm까지 자라며, 입수공과 출수공의 주위에는 각각 8개, 6개의 붉은 색 안점이 있다. 자웅동체이나, 자가 수정은 하지 않는다.